# Rdovo
Rdovo (izvirno srbsko Рдово) je naselje v Srbiji, ki upravno spada pod Občino Vladičin Han; slednja pa je del Pčinjskega upravnega okraja.

## Demografija
V naselju živi 127 polnoletnih prebivalcev, pri čemer je njihova povprečna starost 51,8 let (50,5 pri moških in 53,1 pri ženskah). Naselje, ki ima 62 gospodinjstev, pri čemer je povprečno število članov na gospodinjstvo 2,19 je, glede na rezultate popisa iz leta 2002, večinoma srbsko. V času zadnjih treh popisov pa je opazno zmanjšanje števila prebivalcev.
|  |

| Demografija | Demografija     | Demografija     |
| Leto        | Št. prebivalcev | Št. prebivalcev |
| ----------- | --------------- | --------------- |
|             |                 |                 |
|             |                 |                 |
|             |                 |                 |
|             |                 |                 |
| 1948        | 390             |                 |
| 1953        | 402             |                 |
| 1961        | 359             |                 |
| 1971        | 314             |                 |
| 1981        | 253             |                 |
| 1991        | 162             | 162             |
| 2002        | 137             | 136             |
|             |                 |                 |

| Etnična sestava po popisu iz leta 2002 | Etnična sestava po popisu iz leta 2002 | Etnična sestava po popisu iz leta 2002 | Etnična sestava po popisu iz leta 2002 | Etnična sestava po popisu iz leta 2002 |
| -------------------------------------- | -------------------------------------- | -------------------------------------- | -------------------------------------- | -------------------------------------- |
| Srbi                                   | Srbi                                   |                                        | 134                                    | 98,52%                                 |
| Neznano                                | Neznano                                |                                        | 0                                      | 0,0%                                   |